# 毛道劳什
毛道劳什，是匈牙利南部巴奇-基什孔州所辖的一个村，总面积49.3平方公里，总人口3283，人口密度66.6人/平方公里（2001年）。地理坐标为46°3′18″N 19°15′43″E。